# Ana Maria Berbece
Ana Maria Berbece (n. 23 iulie 1999, în Brașov) este o handbalistă română ce joacă pentru clubul CSJ Prahova pe postul de inter dreapta. În trecut, Berbece a fost și componentă a echipei naționale a României.
Ana Maria, care a debutat în Liga Națională în anul 2015, la vârsta de numai 16 ani, este fiica fostului internațional român Dumitru Berbece.

## Palmares
- Cupa EHF:
  - Semifinalistă: 2016
  - Turul 2: 2017

- Liga Națională:
  -  Medalie de bronz: 2016